# Antonio Bernocchi
Antonio Bernocchi (Castellanza, 17 gennaio 1859 – Milano, 8 dicembre 1930) è stato un politico, mecenate e imprenditore italiano dell'industria tessile. È stato uno dei più noti mecenati di Milano.

## Biografia

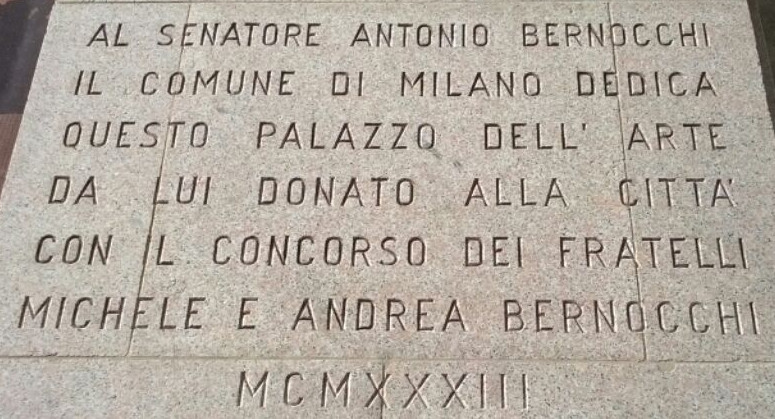
Lapide in memoria di Antonio Bernocchi all'ingresso della Triennale, Milano

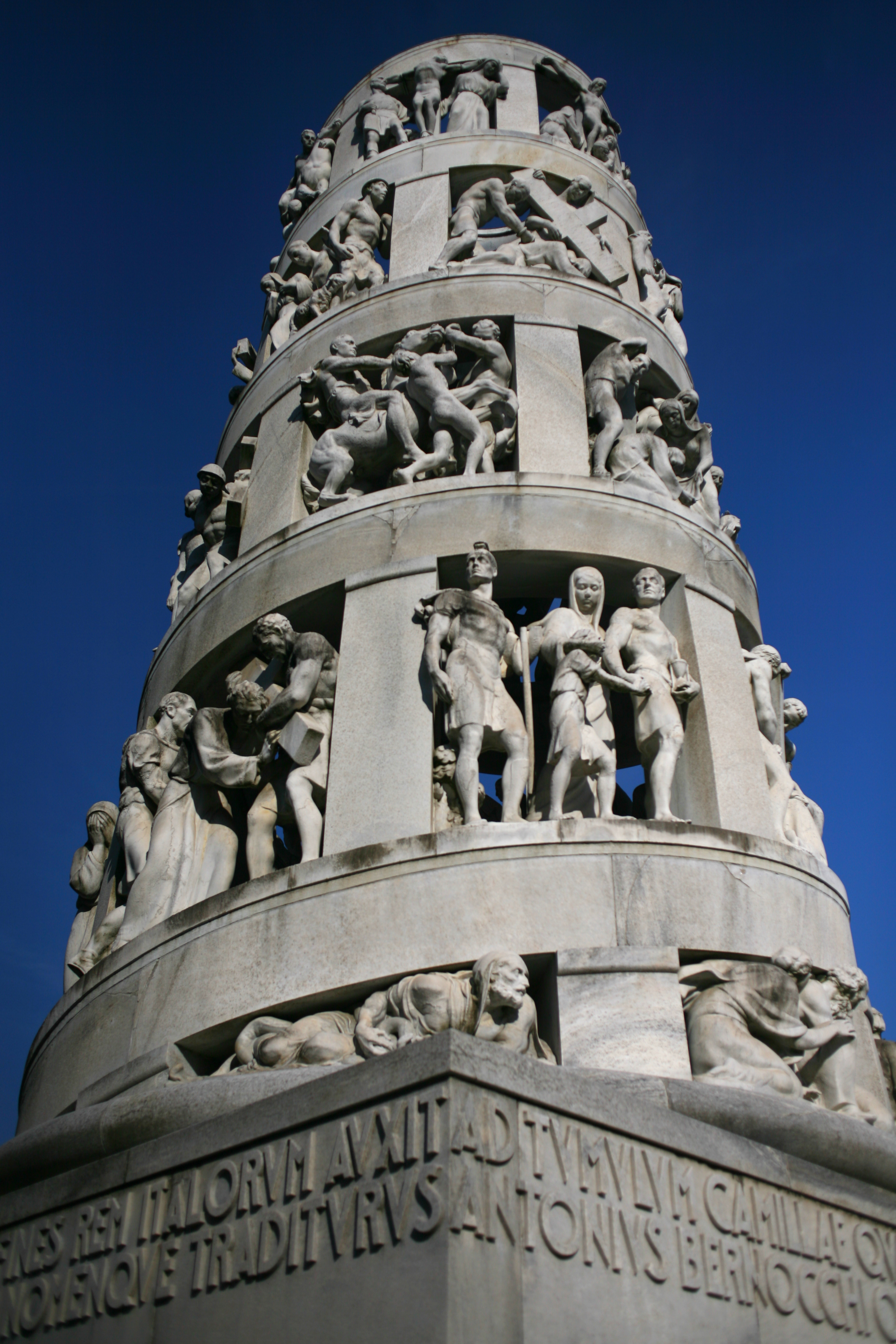
La tomba di Antonio Bernocchi al Cimitero Monumentale di Milano

Nato da Rodolfo Bernocchi e Angela Colombo, riuscì a compiere solo qualche studio alla Scuola Tecnica di Busto Arsizio senza ottenere nessun titolo. In seguito seguì le orme del padre Rodolfo, fondatore del Cotonificio Bernocchi, di cui divenne presidente. Si sposò con Camilla Nava.
Fu sindaco di Legnano dal 1901 al 1902, mentre nel 1905 ottenne la nomina di cavaliere del lavoro. Fu insignito anche dell'onorificenza di Grande Ufficiale dell'Ordine della Corona d'Italia.
Dal 1916 al 1920 e dal 1923 al 1930 Antonio Bernocchi ricoprì la carica di presidente dell'ospedale civile di Legnano, di cui fu benefattore, mentre dal 1916 al 1924 e dal 1927 al 1929 fu presidente del Football Club Legnano. Alla società calcistica lilla Bernocchi elargì cospicui finanziamenti, che permisero al Legnano di partecipare a diversi campionati di massima categoria.
Nel 1929, un anno prima della morte, fu nominato senatore del Regno. La sua tomba al Cimitero Monumentale di Milano è stata realizzata nel 1936 dallo scultore Giannino Castiglioni e rappresenta la Via Crucis.

## Attività filantropiche

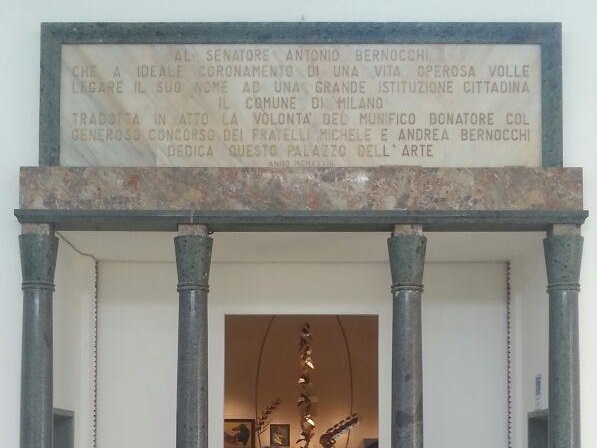
Architettura commemorativa della donazione della famiglia Bernocchi alla città di Milano del Palazzo Triennale, sita al secondo piano

A Legnano furono i Bernocchi a creare l'istituto tecnico e quello professionale; entrambi sono stati intitolati a Antonio Bernocchi. Bernocchi fondò anche diverse scuole materne e la Scuola Comunale "A. Bernocchi" di Legnano, statalizzata per sua volontà nel 1935.
Antonio Bernocchi fu noto benefattore. Alla notizia della disfatta italiana nella battaglia di Caporetto, si precipitò immediatamente al fronte di guerra per portare aiuto morale e materiale ai soldati; nel 1917, dopo questa esperienza, fondò "La Patria riconoscente", nucleo dell'Opera Nazionale Combattenti.
Antonio Bernocchi, con i fratelli Michele e Andrea, già consapevoli dell'importanza che avrebbe avuto il design per le industrie italiane, donò al Comune di Milano nel 1930 cinque milioni di lire per la costruzione del palazzo dell'Esposizione Triennale Internazionale delle Arti Decorative e Industriali Moderne e dell'Architettura Moderna (conosciuta come La Triennale), che venne inaugurato nel 1933. Questo edificio fu poi chiamato "Palazzo Bernocchi".
Ad Antonio Bernocchi è dedicata una famosa e storica gara ciclistica, la Coppa Bernocchi, la cui prima edizione si è svolta nel 1919. In suo ricordo è stata istituita la "Fondazione Bernocchi".